# Golly

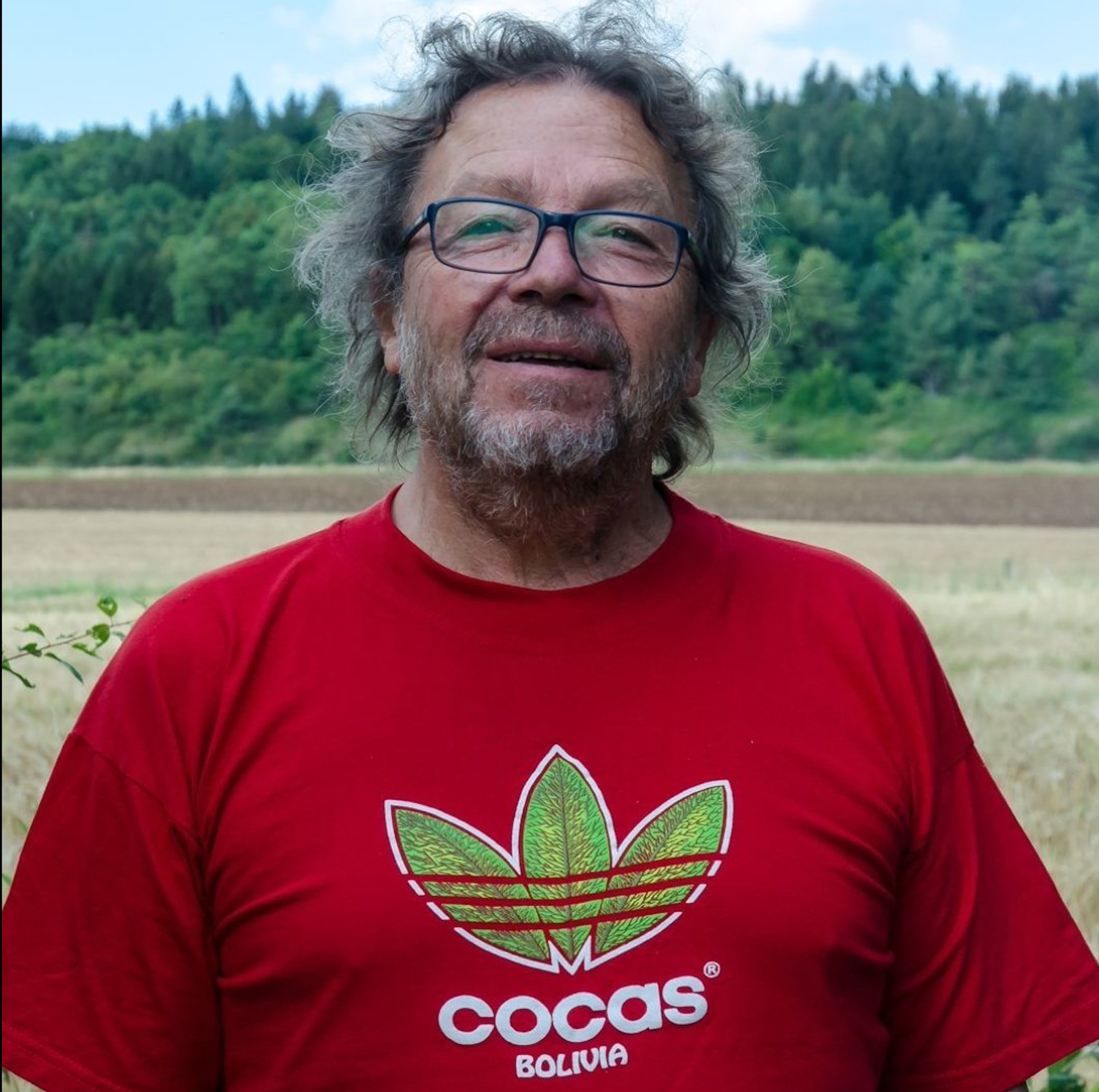
Roland „Golly“ Hertlein im Garten der Kneipenbühne, Sommer 2020

Golly, eigentlich Roland Hertlein (* 11. April 1952), ist ein deutscher Musiker, Komponist, Musikproduzent, Veranstalter, Maler und Autor.
Als Schriftsteller nutzte er die Pseudonyme Henry Ewiger bzw. als Herausgeber Hero Weiling sowie die Kombination seines wirklichen Namens mit seinem Spitznamen Roland Golly Hertlein.

## Leben
Golly besuchte in Nürnberg die Grundschulen Sperberstraße und Bismarckstraße, dann von 1962 bis 1972 das Realgymnasium (seit 1965 Willstätter-Gymnasium) Nürnberg und studierte von 1973 bis 1981 an der Friedrich-Alexander-Universität Erlangen-Nürnberg die Fächer Musikwissenschaft/Musikgeschichte, Philosophie und Soziologie/Politologie. Als Musiker ist er seit 1969 als Solointerpret sowie in verschiedenen Musikprojekten als Bandmitglied als auch als Gast- und Studiomusiker aktiv. Viele der Texte und Kompositionen stammen hierbei aus seiner Feder.
Nach dem Studium kam er nach Velburg, wo er mit seiner Frau Hanne Hertlein und weiteren Nürnberger WG-Mitbewohnern das Veranstaltungslokal Kneipenbühne im ehemaligen Schulhaus im Ortsteil Oberweiling erwarb, die er bis heute als Veranstalter und Wirt betreut. Seit 1988 betreibt er dort im 1-Mann-Betrieb auch ein eigenes Tonstudio mit dem Namen „Knopfstudio“ und realisierte rund 30 Produktionen.
Unter anderem ist er auch für den Theaterverein Schloßspiele Neumarkt aktiv und machte die Filmmusik zu Josef Rödls Dokumentarstreifen „Kabarett, Kabarett“, der beim 25. Internationalen Dokumentarfilmfestival München am 9. Mai 2010 im Arri-Kino uraufgeführt wurde. Rödl verwendete bereits 2003 Teile von Gollys Album Wahre Geschichten – Studentenfutter für die Seele für seinen Kurzfilm Mein Mörder, Mein Mann. Das Musical Tistou : ein Hippie-Märchen-Musical, für das er Text und Musik schrieb, wurde unter anderem im Rahmenprogramm der Landesgartenschau Neumarkt in der Oberpfalz 1998 aufgeführt. Den Soundtrack zum Musical spielte er mit seiner Band Triaho schon 1995 ein.
2005 wirkte er beim Auftritt des Hugo-Distler-Ensembles Lüneburg in Neumarkt in der Oberpfalz mit, wo er auch mit der Funkband Come Together und der Rockband Dynasty auftrat. Seit 2004 spielt er in der Band Breeze the Creaze. 2007 wurde in der Bayern-2-Reihe kulturWelt in der Folge „Der Golly: Ein eigenwilliges Musik-Kultur-Projekt im oberpfälzisch-mittelfränkischen Grenzgebiet“ über Golly berichtet. Der Beitrag wurde auf B5 aktuell wiederholt. 2010 veröffentlichte er den Science-Fiction-Roman Reïnklonation. Seinen 2013 veröffentlichten Roman Lucky und Bajazzo bot er zum Download an. 2014 erschien das Buch auch als Druckversion.
Im Herbst 2009 wurde die „Kneipenbühne“ mit dem Kulturpreis des Bezirks Oberpfalz ausgezeichnet.

## Diskografie (Auswahl)
Solo-Alben
- 1989: Schakale – Mind Game in zwei Akten (Remix 1997; Musik, Text, Komposition)
- 1989: 50g Musenmus (Remix 1997; Musik, Text, Komposition)
- 1989: Cherubini – vergessene Kammermusik für Streicher (Remix 1997; Sequenzereinrichtung für Soundmodul)
- 2003: Wahre Geschichten – Studentenfutter für die Seele
- 2016: Nicks Freunde – 35 Jahre Kneipenbühne, 100 Jahre Dadaismus  (Musik, Text, Komposition) (2016 erschienen bei Media Arte, Nürnberg) (Gastmusiker: Tommy Gedon, Vijay Khare, Heike Kindl, Hans „Yankee“ Meier, Rainer Rabus, Peter Schöberl, Wolfgang Schödel, Udo Schwendler, Kristin Seelig, Deti Steinbach, Surendra Lutz Strathmeier, Christian Veith, Winfried Wiesinger, Naidvartai Zett)
- 2021 Bluesgeziefer (Musik, Text, Komposition) (2021 erschienen bei Media Arte, Nürnberg) (Gastmusiker: Miller The Killer, Udo Schwendler, Ralf Trautner, Wolfgang Kamm, Peter Schöberl (†), Maxi und Heike Kindl, Henning Frank, Naidvartai Zett)

mit Nola zwei
- 1989: Sehnsucht (Remix 1997; Musik, Text, Komposition zusammen mit Petra Wiesner)

mit Go Babe!
- 1993: I wonder why (1994 als LP bei Hifine-musik und als CD erschienen bei L+R Records / Bellaphon)
- 1998: Time for a Change (2002 erschienen bei Media Arte)
- 2001: Cartago Incendiary (2002 erschienen bei Media Arte)

mit Triaho
- 1994: Attacken Pt. 1. (2002 erschienen bei Media Arte)
- 1995: Tistou : [ein Hippie-Märchen-Musical] (Soundtrack zum gleichnamigen Bühnenstück)
- 1998: Attacken Pt. 2. (2002 erschienen bei Media Arte)
- 1998: Ja do schau her! (2002 erschienen bei Media Arte)

mit Breeze the Creaze
- 2004: 23 (2008 erschienen bei Media Arte)
- 2005: The Ballad of Josie (2008 erschienen bei Media Arte)
- 2006: Lo’n’Behold
- 2008: Just Doin' Time – BTC Live At Bayreuth prison (2009 erschienen bei Media Arte)
- 2009: Re-inclonation (2010 erschienen bei Media Arte)

mit The Gauwailers
- 2008: Liebe statt Zorn
- 2012: Junkfood Kingdom (Magic Mango Music)

mit Klaus Brandl, Gerd Heide und Eva-Maria Avril
- 1997: Drunkard's Dream (2002 erschienen bei Media Arte; Text, Arrangement)

mit Fitzgerald Kusz, Klaus Brandl, Chris Schmitt und Helmer Körber
- 1998: Fläiß Fluß

mit Kristin Bächtle
- 2000: Jetlegges Hijacks (2002 erschienen bei Media Arte; Texte, Komposition, Arrangement)

mit Rudi Bayer, Manu Götz und Henning Frank
- 2000: Riccardas Glück (2002 erschienen bei Media Arte; Soundtrack zum gleichnamigen Bühnenstück; Komposition, Text, Bühnenfassung)

## Bibliografie
- 2010: Reïnklonation (Roman), Knopf Verlag (als Henry Ewiger und als Hrsg.: Hero Weiling)[12] ISBN 978-3-00-030792-8
- 2019: Reïnklonation (Roman), Knopf Verlag zweite verbesserte Auflage unter dem neuen Titel Henry Ewigers Reïnklonation  Band 1 ISBN 979-8-6214-4057-2
- 2019: Reïnklonation (Roman), Knopf Verlag zweite verbesserte Auflage unter dem neuen Titel Henry Ewigers Reïnklonation  Band 2 ISBN 979-8-6230-7414-0
- 2013: Lucky und Bajazzo (Roman), Knopf Verlag (als Roland Golly Hertlein)[13] ISBN 978-1-5005-1058-9
- 2019: Lucky und Bajazzo (Roman), zweite Auflage ISBN 978-1-6772-9805-1
- 2019: Kasten 32 (Roman), Knopf Verlag[14] ISBN 978-1-6786-6727-6
- 2020 Venedig Blues (Kurzgeschichte) Knopf Verlag[15] ISBN 979-8-6522-1440-1
- 2021 Brandnarb (Novelle) Knopf Verlag ISBN 979-8-5288-2323-2

## Filmmusik
- 2003: Mein Mörder, Mein Mann (Kurzfilm; Regie: Josef Rödl)
- 2010: Kabarett, Kabarett (Dokumentarfilm; Regie: Josef Rödl)

## Ausstellungen
- 1981-aktuelles Jahr: wechselnde Dauerausstellung im Treppenhaus der Kneipenbühne
- 2018: Wallerhaus Parsberg, zusammen mit Fred Ziegler[16]
- 2023: Expo Metro Barcelona, Billboard 35:[17]

## Pressestimmen
„Wer den musikalischen Tausendsassa und Kneipler aus Oberweiling kennt, weiß, dass Golly den „Stalker Blues“ in den unterschiedlichsten Versionen und Visionen auf allen seinen bisherigen Veröffentlichungen gespielt hat. Hier nun legt er eine Sammlung von sage und schreibe 18 Versionen aus den letzten 15 Jahren vor. Und: keine ist wie die andere, oder gar langweilig. Diese CD zeigt anhand des „Stalker“ die musikalische Bandbreite und die stets vorhandene Spannung in Gollys Musik. Wer bisher noch keine seiner Produktionen kennt, sollte diese Scheibe als Anreiz sehen, dieses musikalische Universum zu ergründen. (Bewertung: phänomenal)“

## Auszeichnungen
- 2009: Kulturpreis des Bezirks Oberpfalz in der Kategorie Kleinkunstbühne[18]